# 巴特爾角
巴特爾角（英語：Battle Point, Antarctica），是南極洲的海岬，位於葛拉漢地東部的弗因海岸，處於德特山東南面，以英國冰川學家命名，現時由南極條約體系管理。